# Passages de la recherche
Pour plus de détails, voir Fiche technique et Distribution.
Passages de la recherche est un documentaire suisse écrit et réalisé par Francis Reusser et Emmanuelle de Riedmatten sur le thème de la recherche au quotidien sur le cancer. Le temps de la recherche n’est pas le même que celui des malades souffrant du cancer.
L’étincelle du film est la rencontre fortuite entre le cinéaste Francis Reusser et le biologiste Jean-Pierre Krähenbül, chercheur sur le cancer en Suisse. Les deux hommes sont des amis d’enfance. Aujourd’hui, chacun à sa manière, ils sont tous deux créateurs et chercheurs, confrontés au doute, au tâtonnement et à l’échec.

## Synopsis
La recherche sur le cancer au quotidien est une entreprise de très longue haleine. Francis Reusser et Emmanuelle de Riedmatten ont suivi - durant plus d'une année - le travail de trois chercheurs à l'Institut Suisse de Recherche Expérimentale sur le Cancer (ISREC), situé à Épalinges au-dessus de Lausanne. Ce laboratoire se consacre à la recherche fondamentale sur le cancer depuis plus de 40 ans.
Au travers les trois parcours de scientifiques de haut niveau de Jean-Pierre Kraehenbuhl, Hans Acha-Orbea et Ochine Karapetian, les réalisateurs captent des moments de la recherche sur le cancer. Ils mettent en lumière les conflits et les complicités qui opposent ou réunissent les chercheurs. Ils éclairent la difficulté à chercher et à trouver des solutions afin de pouvoir guérir le cancer.
En contrepoint, à Tavannes dans son appartement Mireille une jeune femme atteinte du cancer raconte sa maladie dans son journal. Elle dévoile sa peur du cancer, la perte de ses cheveux à la suite d’une chimiothérapie et ses révoltes face au peu de temps qu'il lui reste encore à vivre.
La volonté de Francis Reusser et Emmanuelle de Riedmatten est de mettre en parallèle deux temps contradictoires : le temps distendu de la science qui cherche depuis des années et le temps de l'urgence de la malade du cancer qui veut guérir le plus rapidement possible.

## Fiche technique
- Titre : Passages de la recherche[3]
- Réalisation : Francis Reusser et Emmanuelle de Riedmatten
- Réalisation photographique : Christiane Grimm[réf. nécessaire]
- Producteur délégué : Claude Richardet
- Diffusion TV : Télévision Suisse Romande (26 mars 1995) et Arte (12 juillet 1995)
- Tournage : Vidéo Betacam
- Avec la participation de Jean-Pierre Kraehenbuhl, Hans Acha-Orbea et Ochine Karapetian, Mireille Golay, Georges Muller et Marian Neutra
- Production : Incoprom Genève, La Sept/Arte, Paris et la Télévision Suisse Romande, Genève
- Participation financière : Fonds National Suisse de la Recherche scientifique (Berne), CNRS Image-Média (Paris), Ministère de la Recherche et de la Technologie (Paris), La Loterie Romande (Lausanne), Cybèle Productions (La Muraz), ISREC (Épalinges) et la Banque Cantonale Vaudoise (Lausanne)

## Remarque
26 ans après le tournage Francis Reusser tombe malade, à son tour il subit les épreuves de la maladie. Testamentaire, il réalise depuis sa chambre d'hôpital, un dernier court-métrage en plan-séquence Le Voyage du Comédien où n'apparaissent que les mains du cinéaste.

## Récompense
Passages de la recherche a reçu la mention spéciale du jury aux Rencontres Internationales de l'Audiovisuel scientifique à la Tour Eiffel 1994.